# Мікаель Мадар
Мікаель Мадар (фр. Mickaël Madar, нар. 8 травня 1968, Париж) — французький футболіст, що грав на позиції нападника.
Виступав, зокрема, за клуб «Сошо», а також національну збірну Франції.

## Клубна кар'єра
У футболі дебютував 1983 року виступами за команду «Париж», в якій провів один сезон. 
Своєю грою за цю команду привернув увагу представників тренерського штабу клубу «Сошо», до складу якого приєднався 1984 року. Відіграв за команду із Сошо наступні п'ять сезонів своєї ігрової кар'єри.
Згодом з 1989 по 2001 рік грав у складі команд «Лаваль», «Сошо», «Канн», «Монако», «Депортіво», «Евертон» та «Парі Сен-Жермен».
Завершив ігрову кар'єру у команді «Кретей», за яку виступав протягом 2001—2002 років.
| Дата       | Місто           | Господарі | Результат | Гості    | Турнір            | Голи | Примітки |
| ---------- | --------------- | --------- | --------- | -------- | ----------------- | ---- | -------- |
| 11-10-1995 | Бухарест        | Румунія   | 1 – 3     | Франція  | Відбір до ЧЄ 1996 | -    | 63'      |
| 15-11-1995 | Кан (Кальвадос) | Франція   | 2 – 0     | Ізраїль  | Відбір до ЧЄ 1996 | -    | 63'      |
| 5-6-1996   | Вільнев-д'Аск   | Франція   | 2 – 0     | Вірменія | товариський матч  | 1    |          |
| Усього     |                 | Матчів    | 3         |          | Голів             | 1    |          |

## Тренер
17 липня 2015 року став тренером команди «Канн», яка виступала в Середземноморській футбольній лізі. 14 червня 2016 року знятий з посади головного тренера.